# Parafia św. Mikołaja w Goniembicach
Parafia św. Mikołaja w Goniembicach – parafia rzymskokatolicka z siedzibą w Goniembicach, znajdująca się w archidiecezji poznańskiej, w dekanacie rydzyńskim. 